# Melanoptila glabrirostris
Melanoptila glabrirostris е вид птица от семейство Mimidae, единствен представител на род Melanoptila. Видът е почти застрашен от изчезване.

## Разпространение
Видът е разпространен в Белиз и Мексико.